# Broken Arrow (1950)
Broken Arrow é um filme norte-americano de 1950, do gênero faroeste, dirigido por Delmer Daves  e estrelado por James Stewart e Jeff Chandler.

## Notas de produção

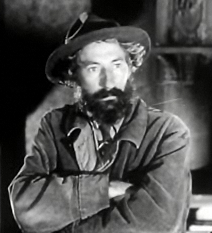
Arthur Hunnicutt (na foto em cena de Split Second, 1953) nasceu em 17 de fevereiro de 1911. Após anos de teatro, começou a fazer filmes no início da década de 1940. Especializou-se em pessoas grosseiras e velhotes do Velho Oeste. Chegou a ser indicado ao Oscar por The Big Sky (1952).
Faleceu em 26 de setembro de 1979, vitimado por um câncer de boca.